# Pelobatrachus nasutus
Pelobatrachus nasutus  (лат.) — вид земноводных семейства рогатых чесночниц.
Общая длина достигает 12,5 см. Наблюдается половой диморфизм — самки крупнее самцов. Ширина головы равна половине длины тела. Нос вытянут, заострён, над глазами располагаются заострённые листовидные выросты. По спине тянутся 2 пары тонких продольных кожных складок. Пальцы тонкие, без присосок и перепонок. Кожа гладкая, напоминает мокрый лист. На теле могут располагаться несколько маленьких черных шишечек.
Окраска колеблется от серо-жёлтого до светло-коричневого цвета. Обычно присутствует узор из более тёмных или светлых полос и пятен. Радужина глаз красновато-коричневая.
Любит прохладные влажные леса. Встречается на высоте до 1600 метров над уровнем моря. Активна ночью. Питается беспозвоночными, пауками, мелкими ящерицами, лягушками, грызунами. Охотится за добычей из засады.
Во время брачного сезона самцы издают звук, похожий на громкий звуковой сигнал. Спаривание происходит в реках с медленным и умеренным течением. Самки прицепляют яйца в нижней части камней или деревьев, стоящих в воде. Головастики живут на мели.
Вид распространён на Малайском полуострове, островах Калимантан, Суматра, Бинтан, Бунгуран.